# Zamárdi
Zamárdi là một thành phố thuộc hạt Somogy, Hungary. Thành phố này có diện tích 45,15 km², dân số năm 2010 là 2366 người, mật độ 52 người/km².